# Piletosoma thialis
Piletosoma thialis là một loài bướm đêm trong họ Crambidae.